# Stimulantia
Stimulantia è un film a episodi del 1967. I registi degli episodi sono Hans Abramson (Flash a Charlie Chaplin), Jörn Donner (I due amanti), Lars Görling (Grand prix), Ingmar Bergman (Daniel), Arne Arnbom (Birgit Nilsson), Tage Danielsson (La volpe e la virtù), Hans Alfredson (La volpe e la virtù), Gustaf Molander (La collana), Vilgot Sjöman (La negra nell'armadio)

## Trama
- Flash a Charlie Chaplin (Upptackten): vi si narra la ricerca per trovare la casa dove nacque e trascorse i primi anni Charlie Chaplin.
- I due amanti (Han-Hon, letteralmente Lui e lei, titoli alternativi Det var en gång två älskande ...  e Man och kvinna): è la storia di due amanti che si incontrano in un albergo di lusso. Ma il loro rapporto si è logorato e la vicenda ha un triste epilogo.
- Grand prix (Konfrontationer): parla di una corsa automobilistica che si svolge sulla pista di Le Mans.
- Daniel (titolo alternativo: Daniel Sebastian): il contributo di Bergman a questa opera cinematografica è stato il montaggio di filmati in formato 16 millimetri che aveva girato parecchi anni prima al giovane figlio Daniel Sebastian, diventato poi anche lui regista.  “Ho voluto fare a Daniel un regalo/testimonianza al suo secondo compleanno, qualcosa che poteva avere quando sarebbe cresciuto... Quando ho fatto il film pensavo andasse bene. Ma la reazione suscitata è stata completamente negativa. Quindi vi doveva essere qualcosa di sbagliato da qualche parte” (Bergman). Girato nella casa di Bergman e nei dintorni a Djursholm, nel comune svedese di Danderyd, tra il 1963 e il 1965.
- Birgit Nilsson che interpreta se stessa.
- La volpe e la virtù (Dygdens belöning): tratto dal romanzo di Honoré de Balzac La Femme vertueuse. Parla di una ragazza che si consulta con un avvocato perché è stata sedotta. Cambia idea quando viene a sapere che l'uomo che l'ha sedotta è molto ricco.
- La collana (Smycket): l'episodio è tratto dall'omonimo racconto di Guy de Maupassant La collana. Parla di una donna che vive in condizioni economiche modeste ma che vuole a tutti i costi partecipare ad una festa importante. Chiede in prestito ad un'amica una preziosa collana. Durante la festa perde la collana. Per rimborsare l'amica passa dieci anni di sacrifici economici. Dopo tante fatiche scopre che la collana era falsa.
- La negra nell'armadio (Negressen i skåpet): vicenda scherzosa in cui una ragazza  di colore nuda fa delle apparizioni improvvise nella camera di un uomo sposato.